# 小琉球鳞球花
小琉球鳞球花（学名：Lepidagathis secunda）为爵床科鳞球花属下的一个种。